# 1897 en mathématiques
Cet article présente les faits marquants de l'année 1897 en mathématiques.

## Évènements
- 10 avril : le mathématicien allemand David Hilbert présente son Rapport sur les nombres (Zahlbericht (en)) qui unifie la théorie algébrique des nombres[1].
- Dans un article intitulé On a law of combination of operators bearing on the theory of continuous transformation groups[2] le mathématicien britannique John Edward Campbell introduit la formule de Baker-Campbell-Hausdorff pour la multiplication des exponentielles dans l'algèbre de Lie[3].
- Le mathématicien français Raoul Bricard publie dans le Journal de mathématiques pures et appliquées un article intitulé Mémoire sur la théorie de l’octaèdre articulé[4] (polyèdre flexible).

## Naissances
- 2 janvier : Valery Glivenko (mort en 1940), mathématicien ukrainien soviétique.
- 16 janvier : Emily Kathryn Wyant (morte en 1942), mathématicienne américaine.
- 2 février : Gertrude Blanch (morte en 1996), mathématicienne américaine.
- 7 février : Max Newman (mort en 1984), mathématicien et informaticien britannique.
- 11 février : Emil Post (mort en 1954), mathématicien polono-américain.
- 23 mars : John Lighton Synge (mort en 1995), mathématicien et physicien Irlandais.
- 27 mars : Douglas Hartree (mort en 1958), mathématicien et physicien anglais.
- 3 juillet : Jesse Douglas (mort en 1965), mathématicien américain.
- 22 décembre : Vojtěch Jarník (mort en 1970), mathématicien tchécoslovaque.
- 30 décembre : Stanislaw Saks (mort en 1942), mathématicien polonais.

## Décès

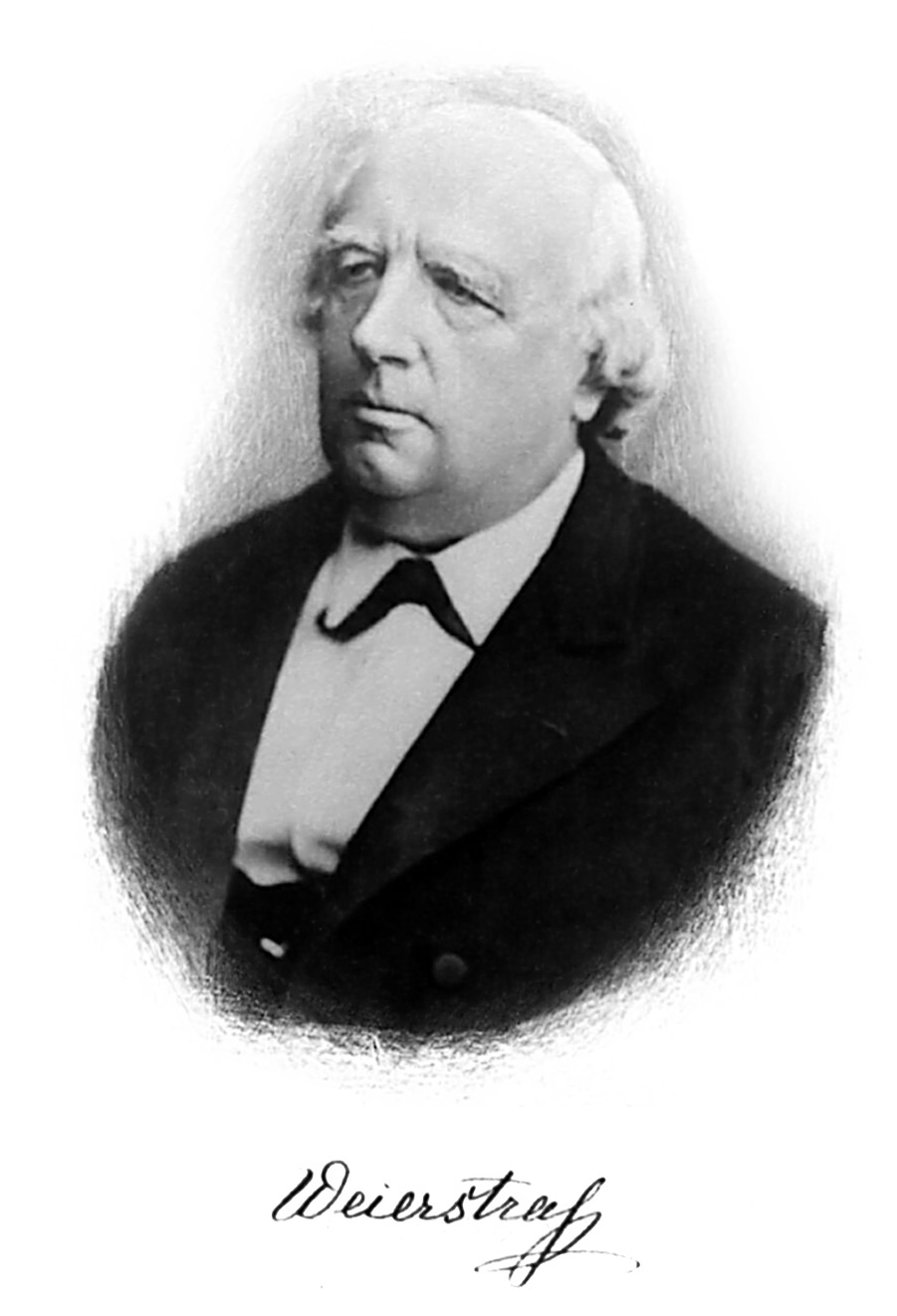
Karl Weierstrass

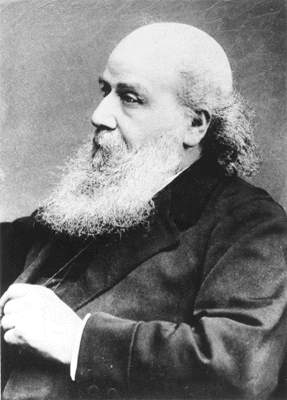
James Joseph Sylvester

- 30 janvier : Constantin Gogu (né en 1854), mathématicien et astronome roumain.
- 19 février : Karl Weierstrass (né en 1815), mathématicien allemand.
- 13 mars : James Joseph Sylvester (né en 1814), mathématicien britannique.
- 20 août : Charles de Comberousse (né en 1826), mathématicien français.
- 20 novembre : Victor Gustave Robin (né en 1855), mathématicien français.
- 13 ou 14 décembre : Francesco Brioschi (né en 1824), mathématicien italien.